# Setebos (lune)
Pour les articles homonymes, voir Sétébos.
Setebos (U XIX Setebos) est un satellite naturel d'Uranus.
Il fut découvert en 1999 par l'équipe de John J. Kavelaars, d'où sa désignation temporaire S/1999 U 1. Comme la plupart des satellites extérieurs d'Uranus, son orbite est rétrograde.
Le nom vient du dieu Setebos, vénéré par Caliban et Sycorax dans la pièce La Tempête de William Shakespeare.